# DonT Stop
DonT Stop je filmový debut Richarda Řeřichy z roku 2012. Odehrává se v roce 1983 a pojednává o partě pěti mladíků, kteří založili punkovou skupinu.
Ve filmu je výrazná hudební složka: písně The Clash (album London Calling), současných českých punkových kapel (The Prostitutes, Dead Pope's Company, The Barockers, November 2nd) a písně složené přímo pro film.
Nápad natočit tento film nosil jeho autor v hlavě více než pět let, realizaci pomohla až podpora od televize HBO.
Film byl nominován na Českého lva v kategorii nejlepší výtvarné řešení, nominaci ale neproměnil.

## Výroba
Natáčení filmu začalo 7. května 2011. Větší část natáčení probíhala v neobývaném domě v Míšeňské ulici poblíž Malostranského náměstí a na dalších místech v Praze (Strahovský stadion, Slovanský ostrov, Praha 7) a v okolí (parník a sokolovna ve Strančicích, okolí Konopiště). Poslední natáčecí den byl 13. června.

## Obsazení
| Patrik Děrgel                | Miki              |
| Lukáš Reichl                 | Dejvid            |
| Jiří Kocman                  | Márty             |
| Jakub Zedníček               | Viktor            |
| Oliver Cox                   | Inža              |
| Klára Pollertová - Trojanová | matka Mikiho      |
| Jiří Štrébl                  | otec Mikiho       |
| Kristina Svarinská           | Valérie           |
| Stanislava Jachnická         | Dejvidova matka   |
| Viola Černodrinská           | Pavla             |
| Monika Svadbová              | Sestra            |
| Richard Fiala                | Kalič             |
| Jiří Burian                  | Majkl             |
| Viera Pavlíková              | Dejvidova babička |
| Tomáš Dianiška               | Iggy              |
| Daniel Zulčák                | Goran             |
| Adam Kubišta                 | Honza             |
| Miroslav Vrba                | Dolníček          |
| Leoš Noha                    | Soused Rauch      |
| Denisa Nová                  | Důvěrnice         |
| Karel Wiencek                | Karel             |
| Marek Taclík                 | Mařas             |
| Petr Lášek                   |                   |